# Anna Maria Wittelsbach (Pfalz-Birkenfeld)
Maria Anna Wittelsbach (ur. 18 lipca 1753 w Schwetzingen  – zm. 4 lutego 1824 w Bambergu) – księżniczka Palatynatu-Birkenfeld, księżna w Bawarii.

## Genealogia
Córka księcia Fryderyka Michała Wittelsbacha i Marii Franciszki Wittelsbach. Jej dziadkami byli: Christian III Wittelsbach książę Palatynatu-Zweibrücken i Karolina Nassau-Saarbrücken oraz Józef Karol hrabia Palatynatu-Sulzbach i Elżbieta Augusta Wittelsbach. Miała czwórkę rodzeństwa m.in.: Karola Augusta księcia Palatynatu-Zweibrücken, Marię Amalię królową Saksonii, Maksymiliana Józefa króla Bawarii.
30 stycznia 1780 w Mannheim wyszła za Wilhelma Witelsbacha. Para miała dwójkę dzieci które przeżyły okres dziedzięcy: 
- Marie Elżbietę (1784-1849) - żonę Marszałka Francji Louis-Alexandre Berthier
- Piusa (1786-1837) - ojca Maksymiliana Bawarskiego, dziadka cesarzowej Elżbiety